# Marc Belissa
Marc Belissa est un historien spécialiste de l'époque moderne et en particulier du "grand" XVIIIe siècle de 1713 à 1815. Son domaine de recherche est l'histoire des relations internationales dans cette période, et notamment dans l'aire "atlantique" (France, Grande-Bretagne, États-Unis). Cette histoire ne se limite pas à la diplomatie, à la guerre et à la paix, mais elle s'intéresse également aux théories politiques, juridiques et philosophiques et aux représentations intellectuelles qui fondent ces relations. Il travaille également sur le républicanisme, la culture et les pratiques politiques en France, aux Etats-Unis et en Angleterre pendant la période des Lumières et de la Révolution.
Il a enseigné à l'Université de Paris Nanterre et coanime le séminaire "L'Esprit des Lumières et de la Révolution" ainsi que la revue en ligne Révolution-française.net.
Lors de l'élection présidentielle de 2022, il apporte son soutien à Jean-Luc Mélenchon.

## Publications
- Fraternité Universelle et Intérêt National (1713-1795). Les cosmopolitiques du droit des gens, Paris, Éditions Kimé, janvier 1998, 480 p., (version abrégée de la thèse de doctorat).
- Révoltes et Révolutions En Europe (Russie comprise) et aux Amériques de 1773 à 1802, collection "Objectif concours", Hachette Université, 2004.
- Aux origines d’une alliance improbable : le réseau consulaire français aux États-Unis, 1776-1815, (avec S. Bégaud et J. Visser), P. I. E. Peter Lang, Ministère des Affaires Étrangères, coll. "Diplomatie et Histoire", Bruxelles, Bern, Berlin, Frankfurt am Main, New York, Oxford, Wien, 2005.
- Repenser l’ordre européen 1795-1802, Paris, Éditions Kimé, 2006.
- La Russie mise en Lumières, Représentations et débats autour de la Russie dans la France du XVIIIe siècle, Paris, Éditions Kimé, 2010.
- Haendel en son temps, Paris, Éllipses, 2011.
- Robespierre. La Fabrication d'un mythe (avec Yannick Bosc), Paris, Ellipses, 2013.
- Citoyenneté, République, Démocratie en France, 1789-1899, (avec Yannick Bosc, Rémi Dalisson, Marc Deleplace), Paris, Ellipses, 2014.
- Le Directoire. La République sans la démocratie (avec Yannick Bosc), Paris, La fabrique, 2018, édition italienne Nel labirinto della Rivoluzione Francese. La Repubblica senza democrazia del Direttorio,  Alessandro Guerra trad., DeriveApprodi, 2021.
- Le Consulat de Bonaparte. La fabrique de l'Etat et la société propriétaire (avec Yannick Bosc), Paris, La fabrique, 2021.
- La Révolution française et les colonies, Paris, La fabrique, 2023

Copublications
- Identités et Appartenances à l’époque moderne,  avec Monique Cottret, Laurence Crocq, Jean Duma, Actes du colloque de Paris X Nanterre, Nolin, 2005.
- Cosmopolitisme, Patriotisme, Europe, Amériques, 1776-1802, (avec Bernard Cottret), Rennes, Les Perséides, 2005.
- Acteurs diplomatiques et ordre international XVIIIe - XIXe siècle,  (avec G. Ferragu), Paris, Éditions Kimé, 2007.
- Républicanismes et droit naturel. Des Humanistes aux révolutions des droits de l'homme et du citoyen, (avec Yannick Bosc et Florence Gauthier), Paris, Kimé, 2009.
- Le Martyr. Moyen Âge – Temps modernes, (avec F. Collard et M. Cottret), Paris, Éditions Kimé, 2010.

Édition de sources
- Édition, introduction et notes de G. B. de Mably, Les Principes des négociations pour servir de préface au Droit Public de l’Europe (1757), Paris, Kimé, 2001.
- Édition, introduction et notes de G. B. de Mably, Du Gouvernement et des Loix de la Pologne, suivi de De la situation politique de la Pologne en 1776 et Le Banquet des politiques, Paris, Kimé, 2008.
- Édition, introduction et notes de C. F. Dumouriez, Le moment thermidorien de Charles-François Dumouriez. Œuvres politiques (1795) , Paris, Kimé, 2019.

## Entretiens
- Entretien sur l'histoire des révoltes et des mobilisations populaires, "La grande H.", 5 décembre 2018, en ligne.
- Entretien (avec Yannick Bosc) "Le Grand Méchant Robespierre", "La Grande H.", avril 2019, en ligne.